# Joëlle Smits
Joëlle Smits (nacida el 7 de febrero de 2000) es una futbolista profesional neerlandesa que juega como atacante en el PSV Eindhoven de la Eredivisie.

## Carrera de club
Comenzó su carrera juvenil en el OJC Rosmalen a los seis años. Pasó ocho años allí jugando con chicos antes de fichar por el Brabant United. En 2015, fichó por el CTO Eindhoven.
En mayo de 2017, firmó su primer contrato profesional con el Twente de la Eredivisie. Debutó el 1 de septiembre en una victoria liguera por 3-0 contra el Zwolle. Marcó en el minuto 58 del partido antes de ser sustituida por Bente Jansen. Marcó 25 goles en 21 partidos de liga durante la temporada 2018-19, contribuyendo a la conquista del título de liga para su club.
En febrero de 2019, se confirmó que se incorporaría al PSV Eindhoven antes de la temporada 2019-20. Fue la máxima goleadora de la Eredivisie cuando las ligas de fútbol de los Países Bajos fueron suspendidas por el gobierno neerlandés en marzo de 2020 debido a la pandemia de COVID-19.
El 15 de septiembre de 2020, el VfL Wolfsburgo, club de la Bundesliga Femenina alemana, anunció que Smits había firmado un contrato de tres años con el club, que comenzaría en julio de 2021. El 5 de junio de 2021, jugó su último partido con el PSV en la final de copa contra el ADO Den Haag). Marcó el único gol del partido para ganar el primer trofeo de la historia del PSV. Con 52 goles en 45 partidos entre todas las competiciones, Smits dejó el club como la máxima goleadora histórica del PSV.
Durante su única temporada con el VfL Wolfsburgo, ganó la liga alemana y la copa nacional. El 3 de junio de 2022, su contrato con el club se rescindió de mutuo acuerdo. Regresó a su antiguo club, el PSV, el mismo día, firmando un contrato de tres años hasta junio de 2025.

## Carrera internacional
Smits es una exinternacional juvenil neerlandesa que ha representado a su país con selecciones de diferentes categorías. El 21 de octubre de 2016, marcó siete goles en la victoria de su equipo por 11-0 contra Bulgaria durante la fase de clasificación para el Campeonato Europeo Femenino Sub-17 de la UEFA 2016-17. También formó parte de la selección neerlandesa sub-19 que alcanzó las semifinales del Campeonato Europeo Femenino Sub-19 de la UEFA en las ediciones del 2017 y 2019.
Con 15 goles en 16 partidos, ostenta el récord de más internacionalidades y goles con la selección neerlandesa sub-16. Asimismo, con 33 goles en 38 partidos, Smits es la jugadora con más internacionalidades y la máxima goleadora histórica de la selección neerlandesa sub-19.
Smits debutó con la selección absoluta el 4 de marzo de 2020 en un amistoso contra Brasil. Entró en el minuto 84 por Vivianne Miedema antes de que el partido terminara en un empate sin goles. El 16 de junio de 2021, Smits fue nombrada jugadora suplente para los Juegos Olímpicos de 2020. El 20 de julio, fue agregada al equipo final como reemplazo de la lesionada Sherida Spitse.